# Atletism la Jocurile Olimpice de vară din 2020 - 1.500 m (feminin)
Proba de 1.500 de metri feminin de la Jocurile Olimpice de vară din 2020 a avut loc în perioada 2-6 august 2021 pe Stadionul Național al Japoniei.

## Recorduri
Înaintea acestei competiții, recordurile mondiale și olimpice erau următoarele:
| Record  | Atlet                | Timp    | Loc                 | Data               |
| ------- | -------------------- | ------- | ------------------- | ------------------ |
| Mondial | Genzebe Dibaba (ETH) | 3:50,07 | Fontvieille, Monaco | 17 iulie 2015      |
| Olimpic | Paula Ivan (ROU)     | 3:53,96 | Seul, Coreea de Sud | 26 septembrie 1988 |

## Program
Orele sunt ora Japoniei (UTC+9) 
| Data                    | Oră   | Etapă      |
| ----------------------- | ----- | ---------- |
| Luni, 2 august 2021     | 19:00 | Etapa 1    |
| Miercuri, 4 august 2021 | 18:30 | Semifinale |
| Marți, 6 august 2021    | 19:50 | Finala     |

## Rezultate

### Calificări
S-au calificat în semifinale primele șase atlete din fiecare serie (C) și următoarele atlete cu cei mai buni 6 timpi (c). 

#### Seria 1
| Loc | Atletă                   | Țară                       | Timp    | Note  |
| --- | ------------------------ | -------------------------- | ------- | ----- |
| 1   | Gabriela DeBues-Stafford | Canada                     | 4:03,70 | C     |
| 2   | Laura Muir               | Marea Britanie             | 4:03,89 | C     |
| 3   | Winny Chebet             | Kenya                      | 4:03,93 | C     |
| 4   | Sara Kuivisto            | Finlanda                   | 4:04,10 | C, RN |
| 5   | Freweyni Hailu           | Etiopia                    | 4:04,12 | C     |
| 6   | Kristiina Mäki           | Cehia                      | 4:04,55 | C, PB |
| 7   | Marta Pérez              | Spania                     | 4:04,76 | c, PB |
| 8   | Cory McGee               | Statele Unite ale Americii | 4:05,15 | c     |
| 9   | Elise Vanderelst         | Belgia                     | 4:05,63 | c     |
| 10  | Ciara Mageean            | Irlanda                    | 4:07,29 |       |
| 11  | Federica Del Buono       | Italia                     | 4:07,70 | SB    |
| 12  | Laura Galván             | Mexic                      | 4:08,15 |       |
| 13  | Salomé Afonso            | Portugalia                 | 4:10,80 |       |
| 14  | Georgia Griffith         | Australia                  | 4:14,43 | SB    |
| 15  | Hanna Klein              | Germania                   | 4:14,83 |       |

#### Seria 2
| Loc | Atletă                  | Țară                       | Timp           | Note  |
| --- | ----------------------- | -------------------------- | -------------- | ----- |
| 1   | Sifan Hassan            | Olanda                     | 4:05,17        | C     |
| 2   | Jessica Hull            | Australia                  | 4:05,28        | C     |
| 3   | Elle Purrier St. Pierre | Statele Unite ale Americii | 4:05,34        | C     |
| 4   | Gaia Sabbatini          | Italia                     | 4:05,41        | C     |
| 5   | Lemlem Hailu            | Etiopia                    | 4:05,49 (,485) | C     |
| 6   | Diana Mezuliáníková     | Cehia                      | 4:05,49 (,490) | C, PB |
| 7   | Revée Walcott-Nolan     | Marea Britanie             | 4:06,23        | PB    |
| 8   | Esther Guerrero         | Spania                     | 4:07,08        |       |
| 9   | Ran Urabe               | Japonia                    | 4:07,90        | PB    |
| 10  | Natalia Hawthorn        | Canada                     | 4:08,04        |       |
| 11  | Claudia Bobocea         | România                    | 4:09,19        |       |
| 12  | Edinah Jebitok          | Kenya                      | 4:10,72        | CA    |
| 13  | Aisha Praught-Leer      | Jamaica                    | 4:15,31        |       |
| 14  | Anjelina Lohalith       | EOR                        | 4:31,65        | PB    |
| 15  | María Pía Fernández     | Uruguay                    | 4:59,36        |       |

#### Seria 3
| Loc | Atletă             | Țară                       | Timp    | Note  |
| --- | ------------------ | -------------------------- | ------- | ----- |
| 1   | Faith Kipyegon     | Kenya                      | 4:01,40 | C     |
| 2   | Winnie Nanyondo    | Uganda                     | 4:02,24 | C     |
| 3   | Linden Hall        | Australia                  | 4:02,27 | C     |
| 4   | Nozomi Tanaka      | Japonia                    | 4:02,33 | C, RN |
| 5   | Heather MacLean    | Statele Unite ale Americii | 4:02,40 | C     |
| 6   | Katie Snowden      | Marea Britanie             | 4:02,77 | C, PB |
| 7   | Lucia Stafford     | Canada                     | 4:03,52 | c, PB |
| 8   | Martyna Galant     | Polonia                    | 4:05,03 | c, PB |
| 9   | Caterina Granz     | Germania                   | 4:06,22 | c, SB |
| 10  | Marta Pen          | Portugalia                 | 4:07,33 | CJ    |
| 11  | Sarah Healy        | Irlanda                    | 4:09,78 |       |
| 12  | Diribe Welteji     | Etiopia                    | 4:10,25 |       |
| 13  | Simona Vrzalová    | Cehia                      | 4:19,46 |       |
| —   | Souhra Ali Mohamed | Djibouti                   | NT      |       |
| —   | Rababe Arafi       | Maroc                      | NT      |       |

### Semifinale
S-au calificat în finală primele cinci atlete din fiecare semifinală (C) și următoarele atlete cu cei mai buni 2 timpi (c). 

#### Semifinala 1
| Loc | Atletă                   | Țară                       | Timp    | Note  |
| --- | ------------------------ | -------------------------- | ------- | ----- |
| 1   | Faith Kipyegon           | Kenya                      | 3:56,80 | C     |
| 2   | Freweyni Hailu           | Etiopia                    | 3:57,54 | C     |
| 3   | Gabriela DeBues-Stafford | Canada                     | 3:58,28 | C, SB |
| 4   | Jessica Hull             | Australia                  | 3:58,81 | C, RC |
| 5   | Nozomi Tanaka            | Japonia                    | 3:59,19 | C, RN |
| 6   | Elle Purrier St. Pierre  | Statele Unite ale Americii | 4:01,00 | c     |
| 7   | Kristiina Mäki           | Cehia                      | 4:01,23 | c, RN |
| 8   | Gaia Sabbatini           | Italia                     | 4:02,25 | PB    |
| 9   | Katie Snowden            | Marea Britanie             | 4:02,93 |       |
| 10  | Martyna Galant           | Polonia                    | 4:06,01 |       |
| 11  | Cory McGee               | Statele Unite ale Americii | 4:10,39 | CA    |
| 12  | Caterina Granz           | Germania                   | 4:10,93 |       |
| 13  | Winny Chebet             | Kenya                      | 4:11,62 |       |

#### Semifinala 2
| Loc | Atletă              | Țară                       | Timp    | Note  |
| --- | ------------------- | -------------------------- | ------- | ----- |
| 1   | Sifan Hassan        | Olanda                     | 4:00,23 | C     |
| 2   | Laura Muir          | Marea Britanie             | 4:00,73 | C     |
| 3   | Linden Hall         | Australia                  | 4:01,37 | C     |
| 4   | Winnie Nanyondo     | Uganda                     | 4:01,64 | C     |
| 5   | Marta Pérez         | Spania                     | 4:01,69 | C, PB |
| 6   | Lucia Stafford      | Canada                     | 4:02,12 | PB    |
| 7   | Sara Kuivisto       | Finlanda                   | 4:02,35 | RN    |
| 8   | Diana Mezuliáníková | Cehia                      | 4:03,70 | PB    |
| 9   | Lemlem Hailu        | Etiopia                    | 4:03,76 |       |
| 10  | Marta Pen           | Portugalia                 | 4:04,15 | SB    |
| 11  | Elise Vanderelst    | Belgia                     | 4:04,86 |       |
| 12  | Heather MacLean     | Statele Unite ale Americii | 4:05,33 |       |
| 13  | Edinah Jebitok      | Kenya                      | 4:05,56 |       |

### Finala
| Loc | Atletă                   | Țară                       | Timp    | Note |
| --- | ------------------------ | -------------------------- | ------- | ---- |
| 1   | Faith Kipyegon           | Kenya                      | 3:53,11 | RO   |
| 2   | Laura Muir               | Marea Britanie             | 3:54,50 | RN   |
| 3   | Sifan Hassan             | Olanda                     | 3:55,86 |      |
| 4   | Freweyni Hailu           | Etiopia                    | 3:57,60 |      |
| 5   | Gabriela DeBues-Stafford | Canada                     | 3:58,93 |      |
| 6   | Linden Hall              | Australia                  | 3:59,01 | PB   |
| 7   | Winnie Nanyondo          | Uganda                     | 3:59,80 | SB   |
| 8   | Nozomi Tanaka            | Japonia                    | 3:59,95 |      |
| 9   | Marta Pérez              | Spania                     | 4:00,12 | PB   |
| 10  | Elle Purrier St. Pierre  | Statele Unite ale Americii | 4:01,75 |      |
| 11  | Jessica Hull             | Australia                  | 4:02,63 |      |
| 12  | Cory McGee               | Statele Unite ale Americii | 4:05,50 |      |
| 13  | Kristiina Mäki           | Cehia                      | 4:11,76 |      |